# Edmond Goethals
Edmond Goethals (Gent, 13 maart 1854 – Wolvertem, 2 november 1919) was een Belgisch senator en advocaat.

## Levensloop
Edmond Marie Joseph Ferdinand Charles Ghislain Goethals stamde uit de notabele Kortrijkse familie Goethals. Hij was de kleinzoon van Antoine Goethals (1790-1868), burgemeester van Kortrijk en de zoon van Louis Goethals (Kortrijk 15 juni 1820 - Gent 25 januari 1882) en van Stéphanie Goethals (1823-1888). De vader van Stephanie was Ferdinand Goethals, lid van het Belgisch Nationaal Congres. De broer van Edmond, Georges Goethals (1850-1915) werd kanunnik van de Sint-Baafskathedraal. In 1878 trouwde Edmond met Louise de Bay (Gent 1856 - Wolvertem 1931).
Vader Louis Goethals liet een paar geschriften na:
- Quelques réflexions sur le pétitionnement en faveur de la langue flamande, Brussel, 1841.
- Catastrophes et accidents sur chemin de fer, Brussel, 1873.

Edmond Goethals behaalde het doctoraat in de rechten en werd advocaat aan de balie van Gent.
In 1897 werd hij, samen met andere leden van de familie Goethals, in de Belgische erfelijke adel opgenomen.

## Senator
In 1900 werd Goethals tot senator verkozen op de lijst van de katholieke partij voor het arrondissement Brussel. Hij bekleedde dit mandaat tot aan zijn ontslag in maart 1904.

## Kinderen
De talrijke kinderen Goethals-de Bay trouwden adellijk:
- Marie-Thérèse Goethals (1880-1971) in 1903 met ridder Gaëtan de Wouters d'Oplinter (1878-1944), burgemeester van Rotselaar
- Madeleine Goethals (1881-1970) in 1905 met baron Victor van Eyll (1878-1952)
- Gabrielle Goethals (1882-1951) in 1911 met jonkheer Joseph Coppieters (1881-1960), afdelingshoofd provinciebestuur West-Vlaanderen, auteur van oorlogsmemoires
- Raphaëlle Goethals (1882-1954) in 1907 met baron Louis de la Kethulle de Ryhove (1877-1941)
- jonkheer Joseph Goethals (1885-1974) in 1918 met Germaine Gendebien (1889-1964)
- jonkheer Louis Goethals (1889-1941) in 1921 met gravin Irène Le Grelle (1894-1985)
- jonkheer Jean-Marie Goethals (1892-1980) in 1919 met Godelieve de la Kethulle de Ryhove (1896-1932) en in 1934 met Maria de la Kethulle de Ryhove (1892-1966)
- Paule Goethals (1894-1961) in 1921 met jonkheer Maurice Holvoet (1879-1925)